# Hubertia
Genre
Hubertia est un genre de plante à fleurs de la famille des Asteraceae.

## Liste d'espèces
Selon The Plant List (8 octobre 2015) :
- Hubertia adenodonta (DC.) C.Jeffrey
- Hubertia andringitrensis C.Jeffrey
- Hubertia bathiaei C.Jeffrey
- Hubertia beguei C.Jeffrey
- Hubertia faujasioides C.Jeffrey
- Hubertia foliatilis (S.Moore) C.Jeffrey
- Hubertia heimii C.Jeffrey
- Hubertia humblotii (Klatt) C.Jeffrey
- Hubertia hypargyrea (DC.) C.Jeffrey
- Hubertia ivohibeensis C.Jeffrey
- Hubertia lampsanifolia C.Jeffrey
- Hubertia leucanthothamnus C.Jeffrey
- Hubertia multifoliosa (Klatt) C.Jeffrey
- Hubertia myricifolia (DC.) C.Jeffrey
- Hubertia myrtifolia (Klatt) C.Jeffrey
- Hubertia neoheimii C.Jeffrey
- Hubertia olivacea (Klatt) C.Jeffrey
- Hubertia pleiantha C.Jeffrey
- Hubertia riparia (DC.) C.Jeffrey
- Hubertia rosellata (DC.) C.Jeffrey
- Hubertia tomentosa Bory (Ambaville blanc)
- Hubertia tsimihety C.Jeffrey

Selon Tropicos (8 octobre 2015) (Attention liste brute contenant possiblement des synonymes) :
- Hubertia adenodonta (DC.) C. Jeffrey
- Hubertia alleizettei (Humbert) C. Jeffrey
- Hubertia ambavilla Bory
- Hubertia andringitrensis (Humbert) C. Jeffrey
- Hubertia bathiaei (Humbert) C. Jeffrey
- Hubertia beguei (Humbert) C. Jeffrey
- Hubertia conyzoides Bory
- Hubertia faujasioides (Baker) C. Jeffrey
- Hubertia foliatilis (S. Moore) C. Jeffrey
- Hubertia heimii (Humbert) C. Jeffrey
- Hubertia humblotii (Klatt) C. Jeffrey
- Hubertia hypargyrea (DC.) C. Jeffrey
- Hubertia ivohibeensis (Humbert) C. Jeffrey
- Hubertia lampsanifolia (Baker) C. Jeffrey
- Hubertia leucanthothamnus (Humbert) C. Jeffrey
- Hubertia multifoliosa (Klatt) C. Jeffrey
- Hubertia myricifolia (Bojer ex DC.) C. Jeffrey
- Hubertia myrtifolia (Klatt) C. Jeffrey
- Hubertia neoheimii (Humbert) C. Jeffrey
- Hubertia olivacea (Klatt) C. Jeffrey
- Hubertia pleiantha (Humbert) C. Jeffrey
- Hubertia riparia (DC.) C. Jeffrey
- Hubertia rosellata (Bojer ex DC.) C. Jeffrey
- Hubertia tomentosa Bory
- Hubertia tsimihety (Humbert) C. Jeffrey

## Taxinomie
En zoologie, Hubertia Robineau-Desvoidy 1863 est un genre de mouche synonyme de Bessa et Hubertia Georgescu, 1977 est un genre d'araignées synonyme d'Hubertella.